# Оранжевоногий большеног
Оранжевоногий большеног (лат. Megapodius reinwardt) — вид птиц семейства большеногов. Выделяют 5 подвидов. Обитает в Австралазии.

## Описание
При длине тела 37-45 см вид имеет примерно такой же размер, как и домашняя курица. Как и у всех видов рода Megapodius, у неё небольшая голова, довольно неприметное, однотонное буро-серое оперение, очень крепкие ноги и короткий хвост. Характерной особенностью вида, благодаря которой он получил английское название Orange-footed Megapod, является оранжевая окраска ног и ступней. Цвет радужной оболочки глаза варьируется от серо-коричневого до тёплого коричневого и тёмно-красного. Основание клюва обычно коричневато-рогового или тёмного цвета, кончик и края - от желтовато-коричневого до оранжевого. Половой деморфизм в окраске не выражен.

## Подвиды
- Megapodius reinwardt reinward Dumont, 1823
- Megapodius reinwardt macgillivrayi Gray, 1862
- Megapodius reinwardt yorki Mathews, 1929
- Megapodius reinwardt tumulus Gould, 1842
- Megapodius reinwardt castanonotus Mayr, 1938